# Децим Клавдій Друз
Нерон Клавдій Друз Германік (лат. Nero Claudius Drusus Germanicus), уроджений Децим Клавдій Друз (лат. Decimus Claudius Drusus), часто — Друз Старший, також згадується як: Децим Клавдій Нерон, Нерон Клавдій Друз, Друз I  і Друз Клавдій Нерон  (14 січня 38 до н. е. — 9 до н. е.) — римський воєначальник, консул 9 року до н. е., за успіхи у війні з германцями був удостоєний когномена Германік. Брат імператора Тиберія. Молодший син Лівії.

## Сім'я та походження
Друз був другою дитиною в сім'ї Нерона Старшого, який належав до гілки стародавнього патриціанського роду Клавдіїв, який веде початок від консула Тиберія Клавдія Нерона, сина Аппія Клавдія Цека.
Мати — Лівія Друзілла, дочка Марка Клавдіана, уродженого Аппія Клавдія Пульхра. Марк Клавдіан також належав до однієї з гілок роду Клавдіїв, але усиновлений після втрати батьків Марком Лівієм Друзом Молодшим став формально належати до плебейському стану.
Батько Друза підтримував республіканців, воював проти Октавіана Августа під час битви при Філіппах(42 до н.е.), потім підтримував Секста Помпея, тоді Марка Антонія. Брав участь в Перузійській війні(42-41 роки до н.е.) на стороні Луція Антонія і Фульвії, після чого у 40 до н. е. його сім'я була змушена тікати з Риму, побоюючись проскрипцій і переслідування з боку переможця у громадянській війні Октавіана Августа. Спочатку Нерон Старший і Лівія кинулися на Сицилію, потім рятувалися в Греції з маленьким Тиберієм на руках, який народився в Римі 16 листопада 42 до н. е..
У 39 до н. е. Октавіан Август проголосив амністію, і сім'я змогла повернутися до Риму. У тому ж році Лівія була представлена Октавіану. Легенда свідчить, що він закохався у Лівію з першого погляду. Він розлучився зі своєю другою дружиною Скрибонією в той самий день, коли вона народила його дочку Юлію Старшу. Тоді ж Нерон Старший був змушений розлучитися з Лівією, яка була на шостому місяці вагітності.
14 січня 38 до н. е. у Лівії народився син — Друз, а через 3 дні Октавіан одружився з нею. На весіллі був присутній Нерон Старший як батько дітей Лівії, а також як посаджений батько нареченої. Ходили чутки, що Друз, брат Тиберія, насправді дитина Октавіана Августа, а не Нерона Старшого, проте ця версія не знайшла свого підтвердження.
До 33 до н. е. брати жили в будинку свого батька. У тому році Нерон Старший помер, і обидва хлопці переїхали в будинок своєї матері і Октавіана Августа. Діти отримали гарне виховання. Октавіан готував обох хлопчиків до політичної кар'єри. У 29 до н. е. брати проїхали разом з Октавіаном в його колісниці з нагоди тріумфу на честь перемоги в битві при Акції. У 16 до н. е. Друз одружився з дочкою Марка Антонія і Октавії Молодшої, Антонією Молодшою, якій того року було 20 років. Антонія по материнській лінії була племінницею Августа.
Від цього шлюбу у пари було троє дітей — Нерон Клавдій Друз Германік, один з видатних полководців і популярний політик; Лівія Юлія, яка зіграла значну роль у змові Сіяна проти Тиберія; і Тиберій Клавдій Друз Нерон Германік, який став у 41 році імператором.
Попри те, що Антонія рано залишилася вдовою після смерті Друза, вона більше не вступала в шлюб, хоча й прожила після його смерті майже 50 років. Все життя Тіберій і Друз були дуже близькі між собою. Вони навіть в обхід римських звичаїв назвали своїх первістків не своїми іменами, а іменами одне одного. Хоча й ходили чутки, що Тиберій отруїв Друза, вони, швидше за все, не мали під собою підстав.

## Кар'єра

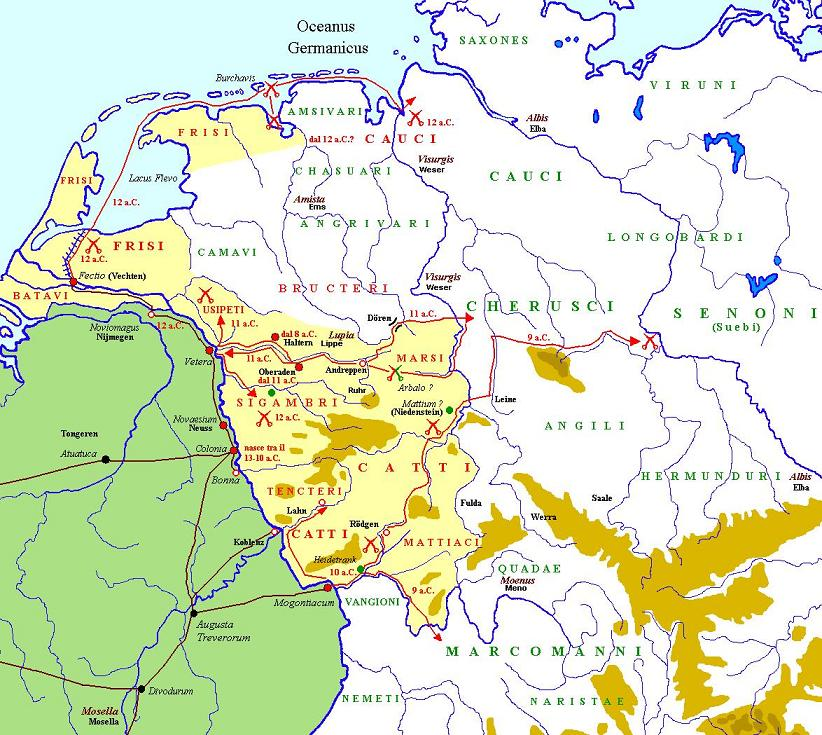
Мапа кампаній Децима Друза проти германців у 12-9 роках до н.е.

У 19 до н. е. Октавіан Август дозволив своїм указом братам займати магістратні посади на 5 років раніше вікового ценза. Приблизно в той же час почалася політична кар'єра обох братів. Спочатку квестором став Тиберій, а потім, в 15 до н. е., і Друз.
У тому ж році Друз вперше отримав досвід командування армією. При Реції він дав відсіч бандитам, підтримуваним вождями місцевих племен, які здійснювали набіги на римські поселення. Спільно з Тиберієм він повністю знищив не тільки самих нападників, але й племена, які підтримували їх.
У 13 до н. е. Октавіан Август відіслав Друза в правителем у Галлію на придушення повстання, яке спалахнуло в провінції через дії попередньої адміністрації. Поки Друз мирними методами намагався втихомирити незадоволених, в Галлію вторглися германці, і напали на декілька римських поселень. Друз вибив германців з римських територій і сам перейшов Рейн. Зі своїми легіонами він дійшов до Північного моря і обклав щорічною даниною фризів.
У 11 до н. е. Друз повернувся до Риму, де отримав, в нагороду за свій похід, чин міського претора (praetor urbanus). Однак він не залишився в місті і знову поїхав у провінції. Навесні знову перейшов Рейн і вторгся на територію германських племен, де дав кілька битв і обклав даниною племена. На початку зими, коли армія Друза поверталася назад у Галлію, вона була атакована германцями на марші, проте Друз зумів не тільки перегрупувати сили, але і повністю розбити нападників.
Після цієї перемоги війська проголосили його почесним титулом імператор і поклали на нього тріумфальні регалії. Як пропретор Друз залишився командувати армією і на наступний рік. У 10 до н. е. хатти, об'єднавшись з сикамбрами, атакували табір Друза, проте були відкинуті.
Після цієї перемоги Друз зустрівся з Тиберієм і Октавіаном Августом в Лугдуні (сучасний Ліон, Франція), де перебувала і Антонія, яка народила там Клавдія, після чого всі виїхали до Риму. Друз мав велику популярність і легко був обраний на посаду консула. Не чекаючи офіційного вступу на посаду, він знову поїхав до армії.

## Останній рік
Він знову розбив хаттів і готував похід проти маркоманів, коли був відкликаний в Галію. Звідти він мав їхати в Рим, але вирішив дочекатися Тиберія. Під час переїзду в Галію Друз впав з коня, і ця рана, поки він чекав брата, стала для нього смертельною, спричинивши, швидше за все, зараження крові.
До Риму тіло Друза внесли найбільш знатні громадяни. Октавіан Август наказав помістити його прах до Мавзолею Августа. Легіонери, з якими Друз воював, спорудили йому посмертний пам'ятник у Могунтіаку (сучасний Майнц, Німеччина). Друз посмертно був удостоєний почесного когномена «Германік» (Германський), який повинен був передаватися в сім'ї від батька до старшого сина. Також на Аппієвій дорозі була встановлена тріумфальна арка з трофеями на його честь.
Пізніше Октавіан Август написав біографію Друза, однак вона не збереглася.

## Елогій Друза Старшого
У Римі у Музеї імператорських форумів знаходяться уламки мармурової плити з постаменту статуї Нерона Клавдія Друза. На уламках було написано елогій, текст якої відновлений.
| Відновлений текст | Переклад |
| --- | --- |
| Nero Claụdius Tiberi f(ilius) Drusus Geṛmanic̣us, consul, praetor urbanus, quaestor, augur, imperator appellaṭus ịn Germania | Нерон Клавдій Друз Германік, син Тіберія, консул, міський претор, квестор, авгур, проголошений імператором у Германії |